# Marian Anderson
Marian Anderson (Philadelphia, 27. veljače 1897. – Portland, Oregon, 8. travnja 1993.) bila je američka pjevačica klasične i duhovne glazbe. 
Nastupala je na koncertima i recitalima na glavnim glazbenim događajima i s poznatim orkestrima širom Sjedinjenih Američkih Država i Europe između 1925. i 1965. godine. Iako su joj nuđene uloge u mnogim vodećim europskim opernim ansamblima, Anderson je odbila, jer nije imala glumačku obuku. Ona je preferirala nastupati na koncertima i recitalima, iako je izvodila operne arije u okviru svojih koncerata i recitala. Snimila je mnogo snimki, koje su odraz njenog širokog repertoara, koji se kretao od opere do tradicionalnih američkih pjesama i duhovne glazbe. Između 1940. i 1965. njemačko-američki pijanist Franz Rapp bio je njen stalni pratitelj. Glazbeni kritičar Alan Bleit izjavio je: „Njen glas bio je bogat, živopisan kontraalt intrinzične ljepote”.
Anderson je bila važna osoba u borbi afroameričkih umjetnika u prevladavanju rasnih predrasuda u Sjedinjenim Američkim Državama sredinom 20. stoljeća. Godine 1939., tijekom ere rasne segregacije, „Kćeri američke revolucije” (DAR) odbile su dopustiti Marian Anderson, da pjeva publici u Constitution Hallu u Washingtonu. Incident je Marian Anderson stavio u središte pažnje međunarodne zajednice na neuobičajenoj razini za klasičnu glazbenicu. Uz pomoć prve dame Eleanor Roosevelt i njezina supruga, predsjednika SAD-a Franklina D. Roosevelta, Anderson je na Uskrsnu nedjelju, 9. travnja 1939., na stubama Lincoln Memoriala u glavnom gradu SAD-a izvela hvaljeni koncert na otvorenom. Pjevala je pred publikom od više od 75.000 ljudi i milijunskom radijskom publikom.
Marian Anderson je 7. siječnja 1955. postala prva afroamerička pjevačica, koja je nastupila u Metropolitan operi. Osim toga, radila je kao izaslanica u Komitetu Ujedinjenih naroda za ljudska prava i kao veleposlanica dobre volje za State Department Sjedinjenih Američkih Država, održavajući koncerte diljem svijeta. Sudjelovala je u pokretu za građanska prava 1960.-ih, pjevajući na Maršu na Washington za poslove i slobodu 1963. Dobitnica je brojnih nagrada i priznanja, nagrađena je prvom Predsjedničkom medaljom slobode 1963., Kongresnom zlatnom medaljom 1977., nagradom Kennedy Centra 1978., Nacionalnom medaljom umjetnosti 1986. i nagradom Grammy za životno djelo 1991. godine.